# Eusébio Francisco de Andrade
Eusébio Francisco de Andrade (Colônia Leopoldina, 15 de abril de 1866 — 1928) foi um senador do Brasil durante a República Velha (ou Primeira República). Foi também deputado federal por Alagoas entre 1903 e 1917.
Era o avô do jornalista Goulart de Andrade e irmão do escritor José Maria Goulart de Andrade, membro da Academia Brasileira de Letras.